# Nandeva fittkaui
Nandeva fittkaui är en tvåvingeart som beskrevs av Peter Scott Cranston 1999. Nandeva fittkaui ingår i släktet Nandeva och familjen fjädermyggor. Inga underarter finns listade i Catalogue of Life.